# Botillería

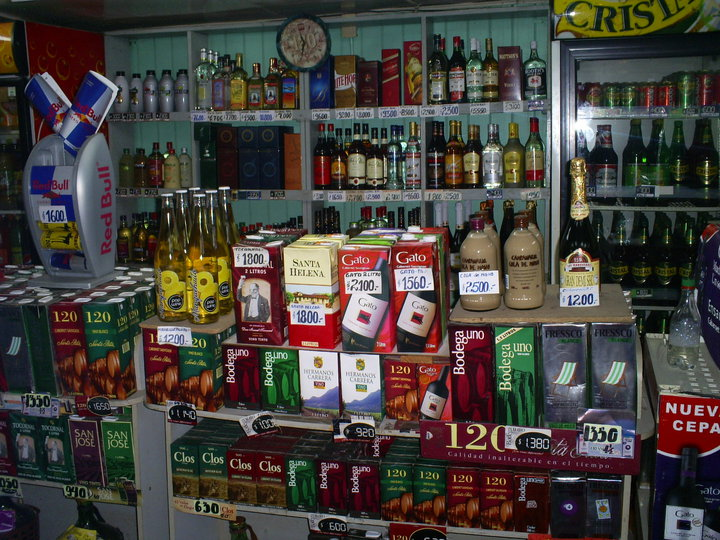
Vista de uma botillería.

A botillería ou loja de bebidas são os estabelecimentos que vendem bebidas alcoólicas no Chile e, em menor escala, na Espanha e Peru.
Não se sabe a precisão da época de nascimento destes locais, portanto se crê que foi no século XIX em épocas de independência e guerra. Era um centro de convocatória, onde depois de passar a cantinas ou bares, os soldados antes de partir para a luta, compravam álcool no caminho.
Na atualidade, pelo menos no Chile, substitui os supermercados depois de seu fechamento, já que funcionam dentro de um horário mais estendido.